# Gehoornd serpent
Het gehoornd serpent is een fabeldier dat in heel Noord-Amerika voor zou komen. De piasa en de uktena zouden ondersoorten van het gehoornd serpent genoemd kunnen worden. Het gehoornd serpent is de aartsvijand van de dondervogel. Als ze tegen elkaar vechten, bliksemt en regent het hevig.
Sommige gehoornde serpenten hebben een rode en een groene hoorn. Ze leven in het water en eten iedereen op die in de buurt komt. Als ze worden gevangen, iets wat zelden voorkomt, worden ze verbrand en hun levende hart dient als medicijn.